# 宣化州
宣化州，金朝时设置的州。
大定七年（1167年）改归化州置，治所在文德县（即今河北省宣化县）。辖境相当今河北省沽源县、崇礼县、张家口市、宣化县、万全县、张北县、尚义县，内蒙古自治区兴和县、察哈尔右翼前旗、商都县、化德县及镶黄旗等地。次年，又改为宣德州。